# Hampton Lucy
Hampton Lucy – wieś w Anglii, w hrabstwie Warwickshire, w dystrykcie Stratford-on-Avon. Leży 9 km na południe od miasta Warwick i 130 km na północny zachód od Londynu.